# Joe Dombrowski
Pour les articles homonymes, voir Dombrowski.
Joseph Lloyd Dombrowski, né le 12 mai 1991 à Marshall, est un coureur cycliste américain.

## Biographie
En août 2010, Joe Dombrowski intègre en tant que stagiaire l'équipe Trek Livestrong U23. Avec cette équipe en 2011, il est troisième de la Ronde de l'Isard, huitième de la Flèche du Sud et deuxième du Tour de la Vallée d'Aoste, dont il gagne une étape. En 2012, il gagne le Girobio et se classe deuxième du Tour of the Gila, dixième du Tour du Colorado et douzième du Tour de Californie.
En 2013, Joe Dombrowski est recruté par l'équipe britannique Sky. Il débute avec cette équipe au Tour d'Oman, où il aide Christopher Froome à gagner. Avec ses coéquipiers il remporte le contre-la-montre par équipes du Tour du Trentin.
À partir du mois de juin de cette année, il souffre au genou gauche et voit son niveau baisser. Ce n'est qu'un an plus tard qu'est diagnostiqué un problème à l'artère iliaque. Opéré en juillet 2014, il doit ensuite rester six semaines sans vélo, puis reprendre en gardant un rythme cardiaque modéré pendant neuf semaines. Il dispute ainsi les Grands Prix de Montréal et Québec, qu'il quitte rapidement. Entretemps, il est 19e du Tour de Pékin et sixième de la Japan Cup en fin de saison 2013, et aide Bradley Wiggins à gagner le Tour de Californie 2014. À l'issue de cette saison, il quitte Sky et rejoint l'équipe américaine Cannondale-Garmin,.

## Palmarès et classements mondiaux

### Palmarès
- 2011
  - 5e étape du Tour de la Vallée d'Aoste
  - 2e du Tour de la Vallée d'Aoste
  - 3e de la Ronde de l'Isard d'Ariège
- 2012
  - Girobio :
    - Classement général
    - 4e et 8e étapes

  - 3e du Tour of the Gila
- 2013
  - 1reb étape du Tour du Trentin (contre-la-montre par équipes)
- 2015
  - Tour de l'Utah :
    - Classement général
    - 6e étape

  - 2e du championnat des États-Unis sur route
- 2019
  - 6e étape du Tour de l'Utah
  - 3e du Tour de l'Utah
- 2021
  - 4e étape du Tour d'Italie

### Résultats sur les grands tours

#### Tour de France
1 participation
- 2022 : 43e

#### Tour d'Italie
8 participations
- 2016 : 34e
- 2017 : 69e
- 2018 : 63e
- 2019 : 12e
- 2020 : 43e
- 2021 : non-partant (6e étape), vainqueur de la 4e étape
- 2022 : 22e
- 2023 : 59e

#### Tour d'Espagne
5 participations
- 2015 : 46e
- 2016 : 88e
- 2017 : 101e
- 2021 : 39e
- 2023 : 57e

### Classements mondiaux
| Année                                 | 2011 | 2012 | 2013 | 2014 | 2015 | 2016 | 2017  | 2018 | 2019 | 2020  | 2021 | 2022  | 2023  |
| ------------------------------------- | ---- | ---- | ---- | ---- | ---- | ---- | ----- | ---- | ---- | ----- | ---- | ----- | ----- |
| UCI World Tour                        |      |      | nc   | nc   | nc   | 194e | 345e  | 404e |      |       |      |       |       |
| Classement mondial                    |      |      |      |      |      | 553e | 1679e | 499e | 242e | 1076e | 356e | 1569e | 1469e |
| UCI Europe Tour                       | 236e | 238e |      |      |      | nc   | nc    | nc   |      |       |      |       |       |
| UCI America Tour                      | nc   | 17e  |      |      |      | 104e | nc    | 10e  | 21e  | 88e   | 31e  | 230e  | nc    |
|                                       |      |      |      |      |      |      |       |      |      |       |      |       |       |
| Légende : nc = non classéSource : UCI |      |      |      |      |      |      |       |      |      |       |      |       |       |